# Tredjegradsligning
En tredjegradsligning, også kaldet en kubisk ligning, er en polynomiumsligning i hvilket den højeste eksisterende potens af den ubekendte x er den tredje potens. Den generelle form kan skrives som følger, hvor vi antager, at koefficienterne a0,...,a3 er reelle tal med a3 forskelligt fra nul.
{\displaystyle a_{3}\cdot x^{3}+a_{2}\cdot x^{2}+a_{1}\cdot x+a_{0}=0\quad ,\quad a_{3}\neq 0}
Et eksempel er ligningen
{\displaystyle 2\cdot x^{3}-4\cdot x^{2}+3\cdot x-4=0\;}
At løse en tredjegradsligning svarer til at finde rødderne af et tredjegradspolynomium.
Hvert tredjegradspolynomium har mindst én løsning x blandt de reelle tal. Følgende kvalitetsmæssigt forskellige tilfælde er mulige:
- Tre forskellige reelle løsninger
- To reelle løsninger, en som er dobbeltløsning
- En enkelt reel løsning, som er en trippelløsning
- En enkelt reel løsning og et par af komplekst konjugerede løsninger som er komplekse tal

Et polynomiums diskriminant kan bruges til hurtigt at afgøre, om ligningen har flere løsninger.

## Løsning af tredjegradspolynomium
Løsningerne kan findes med følgende metode af Tartaglia og trykt af Gerolamo Cardano i 1545.
Først dividerer vi den givne ligning med a3 og får en ligning med formen
{\displaystyle x^{3}+ax^{2}+bx+c=0\;}
Substitutionen x = t – a/3 fjerner andengradsleddet, og vi får en tredjegradsligning af formen
{\displaystyle t^{3}+pt+q=0\qquad \qquad (1)}
For at løse denne ligning, find to tal u og v sådan at
| {\displaystyle u^{3}-v^{3}\;} | {\displaystyle =q\;}         |
| {\displaystyle u\cdot v}      | {\displaystyle ={p \over 3}} |
En løsning af vores ligning er så givet af
{\displaystyle t=v-u\;}
som kan kontrolleres ved direkte indsættelse af denne værdi for t i (1).
Ovenstående system for u og v kan altid løses:
løs den anden ligning for v, sæt ind i den første ligning, løs den resulterende andengradsligning for u3, derefter tage kubikroden for at finde u. I nogle tilfælde vil andengradsligningen give komplekse løsninger, selv da mindst én sådan løsning t af (1) vil være reel. Det var allerede bemærket af Cardano og er et stærkt argument for nytten (hvis ikke eksistensen) af komplekse tal.
Når værdierne for t er kendt, kan substitutionen x = t – a/3 afvikles for at finde værdierne af x, som løser den oprindelige ligning.
Så, hvis vi har en ligning
{\displaystyle x^{3}+ax^{2}+bx+c=0\;}
vi sætter
{\displaystyle p=b-{a^{2} \over 3}} og {\displaystyle q=c+{2a^{3}-9ab \over 27}}
og har
{\displaystyle \left(x+{a \over 3}\right)^{3}+p\cdot \left(x+{a \over 3}\right)+q=0}
Sådan at u3 – v3 = q, og uv = p/3, vi finder
{\displaystyle u={\sqrt[{3}]{{q \over 2}\pm {\sqrt {{q^{2} \over 4}+{p^{3} \over 27}}}}}} og {\displaystyle v={p \over 3u}}
og da x + a/3 = v – u så er
{\displaystyle x={p \over 3u}-u-{a \over 3}}
Hvis kvadratroden er af et negativt tal, så vil kubikroden være af et komplekst tal. En måde at tage kubikrodden af et komplekst tal er at oversætte det komplekse tal til polære koordinater med vinklen 0 langs den positive reelle akse, dividere vinklen med 3, og tage kubikroden af modulus. Der er måske en nemmere måde.
Bemærk at ved at finde af u, var der 6 muligheder, da der er to løsninger til kvadratroden og tre komplekse løsninger til kubikroden. Men, den løsning man vælger til kvadratroden påvirker ikke den endelige resulterende x.